# 林生粗叶木
林生粗叶木（学名：Lasianthus kurzii var. sylvicola）为茜草科粗叶木属下的一个变种。

## 扩展阅读
- 維基物種上的相關：林生粗叶木